# Anjinho (voleibolista)
Eduardo Jorge Bacil Filho (Rio de Janeiro, 3 de novembro de 1971)  é um ex-voleibolista indoor brasileiro que atuou como   foi Levantador em clubes, assim como pela Seleção Brasileira, nesta foi campeão sul-americano na categorias de base , obtendo a medalha de ouro no Campeonato Sul-Americano Infanto-Juvenil de 1988 na Argentina, assim como sagrou-se bicampeão sul-americano nos anos de 1988 e 1990 na categoria juvenil, além de ser medalhista de bronze no Campeonato Mundial Juvenil de 1989, na Grécia,  e semifinalista no Campeonato Mundial Juvenil de 1991 no Egito.Pela seleção principal disputou a edição da Liga Mundial de 1992.Ele também  obteve importantes resultados  como jogador de vôlei de praia como o título sul-americano conquistado em 1993, também atuou como técnico de voleibol.

## Carreira
Natural de Copacabana, bairro do Rio de Janeiro, começou a carreira no voleibol indoor aos 10 anos de idade, sendo atleta do Flamengo; e representando a Seleção Carioca foi bicampeão no Campeonato Brasileiro de Seleções na categoria infanto-juvenil, nos anos de 1986 e 1987, bicampeonato obtido também na categoria juvenil, nos anos de 1988 e 1989.
Aos 16 anos de idade foi convocado para as categorias de base da Seleção Brasileira, quando atuou na categoria infanto-juvenil  e já era capitão da equipe em 1987 e como tal disputou o Campeonato Sul-Americano  de 1988 ,este sediado em Córdoba-Argentina, e no mesmo ano conquistou na categoria juvenil o título do Campeonato Sul-Americano em Caracas-Venezuela, obtendo o bicampeonato nesta categoria na edição realizada em Catamarca-Argentina no ano de 1990 e no ano seguinte voltou a servir a seleção nesta categoria quando foi semifinalista do Campeonato Mundial Juvenil realizado em Cairo-Egito, encerrando nesta edição na quarta posição.
Anjinho paralelamente ao voleibol indoor, já competia no voleibol outdoor (vôlei de praia), quando conquistou em 1988 o título do Campeonato Brasileiro Juvenil e disputando pelo Circuito Mundial nas duas etapas dos Abertos do Rio de Janeiro, ao lado de Nilo Chavany, obteve o nono e décimo lugar na temporada 1987-91.Pela Seleção Brasileira disputou o Campeonato Mundial Juvenil de 1989 em Atenas-Grécia, ocasião que sagrou-se medalhista de bronze.
Sagrou-se bicampeão do Brasil Open nos anos de 1990 e 1991, quando formava dupla com Nilo e ao lado deste disputou  a temporada 1991-92,conquistando o quarto lugar no Aberto do Rio de Janeiro.Disputou três edições da Liga Nacional  quando atuou pelo Flamengo, Telesp Clube e  Fiat/Minas.Em 1992 foi convocado pelo técnico Zé Roberto Guimarães para Seleção Brasileira e a representou na edição da Liga Mundial, cuja fase final deu-se em Gênova-Itália, ocasião que vestia a camisa#16 e  obteve a quinta posição ao final da competição e no mesmo ano foi convocado novamente para seleção principal para disputar a Olimpíada de Barcelona, mas às vésperas do evento foi o último jogador  a ser cortado e passou a dedicar-se exclusivamente ao vôlei de praia.Formou dupla com  Loiola e disputou a temporada 1992-93 do Circuito Mundial, conquistando a prata nos Abertos do Rio de Janeiro e foi o primeiro campeão da Etapa do Rio Grande do Sul do Circuito Banco do Brasil de 1992.
Em 1993 jogando ao lado de Loiola conquistou o título sul-americano e no mesmo ano disputou o Circuito Mundial  realizado no Brasil, quando jogou ao lado de Loiola surpreenderam a dupla norte-americana: Randy Stoklos e Sinji Smith,    derrotando-os numa partida emocionante e alcançaram prestígio junto a CBV, alcançando o vice-campeonato  em seguida disputaram  torneios pela AVP (Associação de Vôlei Profissional Americana) para ganhar experiência, sendo a primeira dupla estrangeira a competir em etapas da AVP, daí passaram a colecionar títulos e dinheiro , não retornando, fato que soou como insubordinação e a CBV os suspenderam.Obteve atuando em 1993 na AVP o vice-campeonato no Aberto de Fort Worth, entrando para história ao lado de Loiola como sendo a primeira dupla estrangeira a disputar uma final nesta associação, mesmo feito obtido no Grand Haven e no Torneio dos Campeões.
Pelas competições da AVP, atuou na temporada de 1994 ao lado de Loiola, e foi vice-campeão   na etapa de Santa Cruz e Hermosa Beach, além do bronze nas etapas de: Fort Myers Beach, Grand Haven, Manhattan Beach, Porto Rico e San Diego, além de  encerrar na decimal posição no Torneio King of the Beach (Rei da Praia).Na jornada seguinte disputou ao lado de Loiola o Circuito dos Estados Unidos e foram a primeira dupla estrangeira a vencer uma etapa da AVP, conquistando o título da etapa de indoor de Washington, além do vice-campeonato nas etapas de Fort Myers Beach e Clearwater.Obteve o bronze nas etapas de Boston e Nova Iorque; e foi quarto colocado nas etapas:Singer Island, Pensacola e Chicago.
Ainda atuando nas competições organizadas pela AVP, passou a formar dupla em 1996 com o Randy Stoklos, conquistando o segundo lugar na etapa de Indianápolis, bronze na etapa de Atlanta e quarto lugar em Chicago.Voltou a formar dupla com Loiola na jornada esportiva de 1997, quando foram vice-campeões do Gran Slam do Rio de Janeiro e quinto lugar no Campeonato Mundial realizado em Los Angeles-Estados Unidos , com este atleta foi também campeão do Desafio Brasil x Estados Unidos de 1997.De 1998 a 2000 formou dupla com Fred Souza e  juntos tiveram como melhor resultado a décima terceira colocação no Aberto de Vitória repetindo o mesmo feito  na edição deste Aberto em 2000 ao lado de Loiola, e na edição de 2001 jogando com Brazão,  encerrou na nona posição.
Ainda em 2001 disputou  o Circuito dos Estados Unidos  e ao lado de Scott Ayakatubby conquistou seu primeiro título da Etapa de Huntington Beach.No tocante aos Desafios Internacionais, foi tetracampeão nos anos de 1998, 2001, 2002 e 2003, vencendo os representantes dos Estados Unidos e Argentina
Em sua trajetória profissional pela AVP jogou também ao lado de: Stein Metzger, Brian Gatzke,Ian Clark,Scott Ayakatubby, Eduardo Garrido, Tim Hovland, Wes Welch, Jeff Carlucci, Eli Fairfiekd, Ricci Luyties, Daniel Cardenas,AJ Mihalic, Adam Jewell, Carlo Loss,Mike Lambert, Rob Heidger, Lee LeGrande, Mike Mattarocci, Mike Garcia, Mark Paaluhi, Scott Lane, Edinilson Costa,Mike Morrison.Em 2005, após 14 temporadas atuando pela AVP, passou a transmitir sua experiência  na formação de jogadores da SCVC e tempos depois elevou-se ao cargo de assistente técnico e treinou também as categorias de base. Chegou atuar como treinador de duplas de voleibol de praia, precisamente das atletas April Ross e Jennifer Kessy 
Em 2006 jogou na Categoria Master no Campeonato Brasileiro, mas sofreu uma lesão e passou assumira função de técnico da equipe do  Sparring (RJ).Formou-se pela University de Casielo Branco e reside na Califórnia, também se formou pela  Universidade Estácio de Sá e é pai de três filhos : Reagan, Jackson e Dominique.
A título de curiosidade a jogada de vôlei de praia conhecida como “Steino” Pokey Shot, foi criada por Anjinho que ensinou ao então parceiro Stein Metzger que mais tarde revelou seu verdadeiro criador e totalizou  203 jogos em sua carreira como atleta profissional, sendo que na AVP  alcançou a marca de 192 jogos e 11 jogos pela Federação Internacional de Voleibol.

## Títulos
- 2001-Campeão da Etapa de Huntington Beach do Circuito dos Estados Unidos[1]
- 1997-5º lugar do Campeonato Mundial de Vôlei de Praia (Los Angeles,  Estados Unidos)[7]
- 1993-Vice-campeão do Circuito Mundial de Vôlei de Praia[4]
- 1992-Campeão da Etapa do Rio Grande do Sul do Circuito Banco do Brasil Nacional[1]
- 1992-5º lugar da Liga Mundial de Voleibol (Gênova,  Itália)[8]
- 1991-4º lugar da Campeonato Mundial Juvenil (Cairo,  Egito)[3]
- 1991-Campeão do Brasil Open de Vôlei de Praia[1]
- 1990-Campeão do Brasil Open de Vôlei de Praia[1]
- 1989-Campeão do Campeonato Brasileiro de Seleções Juvenil [4]
- 1988-Campeão do Campeonato Brasileiro de Vôlei de Praia Juvenil [1]
- 1988-Campeão do Campeonato Brasileiro de Seleções Juvenil [1]
- 1987-Campeão do Campeonato Brasileiro de Seleções Infanto-Juvenil [1]
- 1986-Campeão do Campeonato Brasileiro de Seleções Infanto-Juvenil [1]

## Premiações Individuais
- 1994-10º lugar no Rei da Praia dos Estados Unidos[2]